# Mare de Déu de Núria

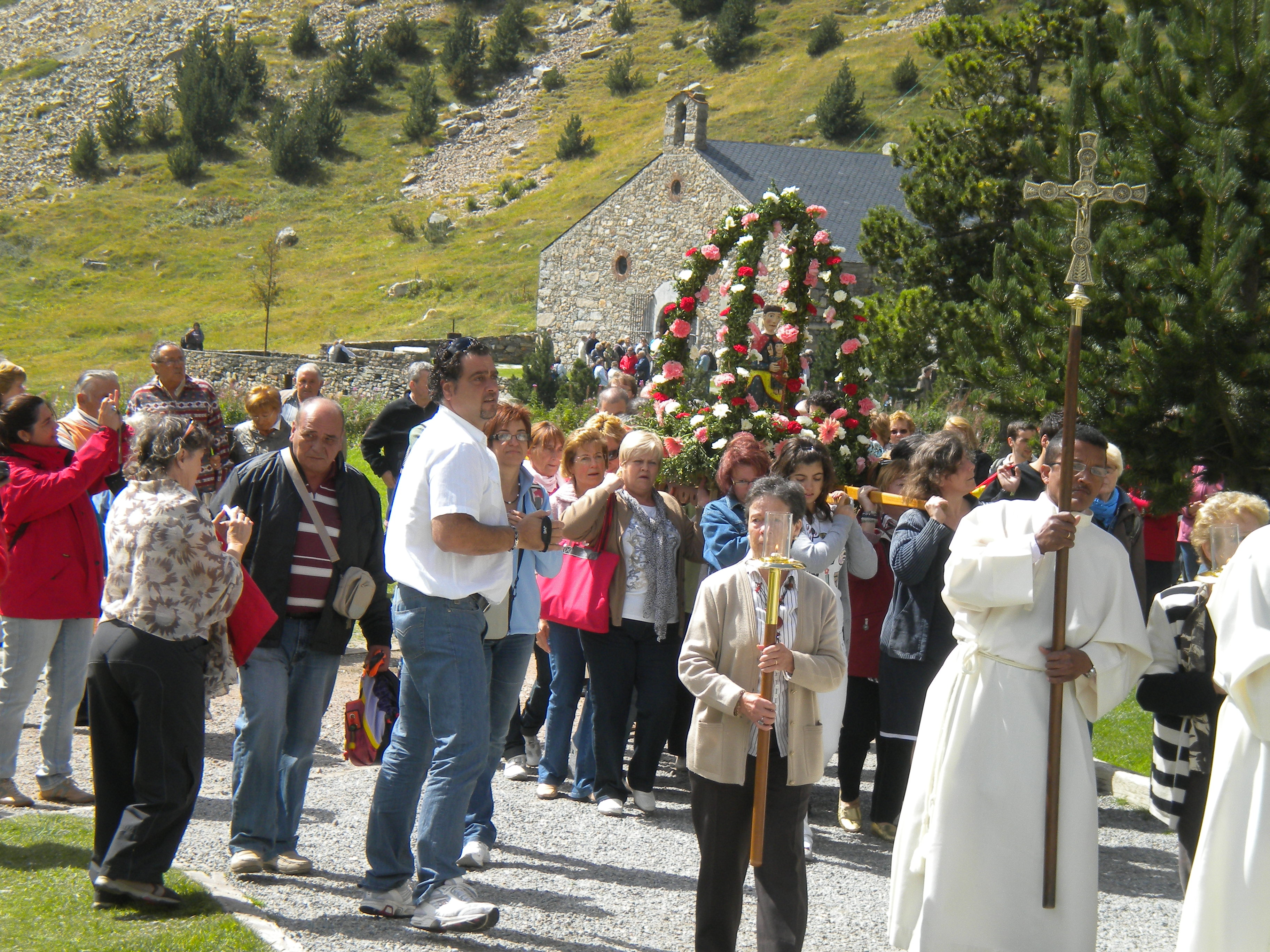
Processó de la Mare de Déu de Núria

La Mare de Déu de Núria és una imatge de Maria, mare de Jesús, que hi ha a la Vall de Núria, municipi de Queralbs (Ripollès). És la patrona principal de la diòcesi d'Urgell juntament amb Sant Ermengol d'Urgell i també patrona del Pirineu català.
La imatge de la Mare de Déu de Núria que avui en dia es venera és una talla datada del segle xii o xiii. Es tracta d'una talla en fusta d'estil romànic.
La coronació canònica de la Mare de Déu de Núria va tenir lloc l'any 1965. La seva festivitat se celebra el 8 de setembre.
L'església del santuari de Núria va rebre el 10 d'octubre de 2014 del Papa Francesc el títol de Basílica menor, després de la petició feta per l'arquebisbe d'Urgell Joan Enric Vives.

## Santuari

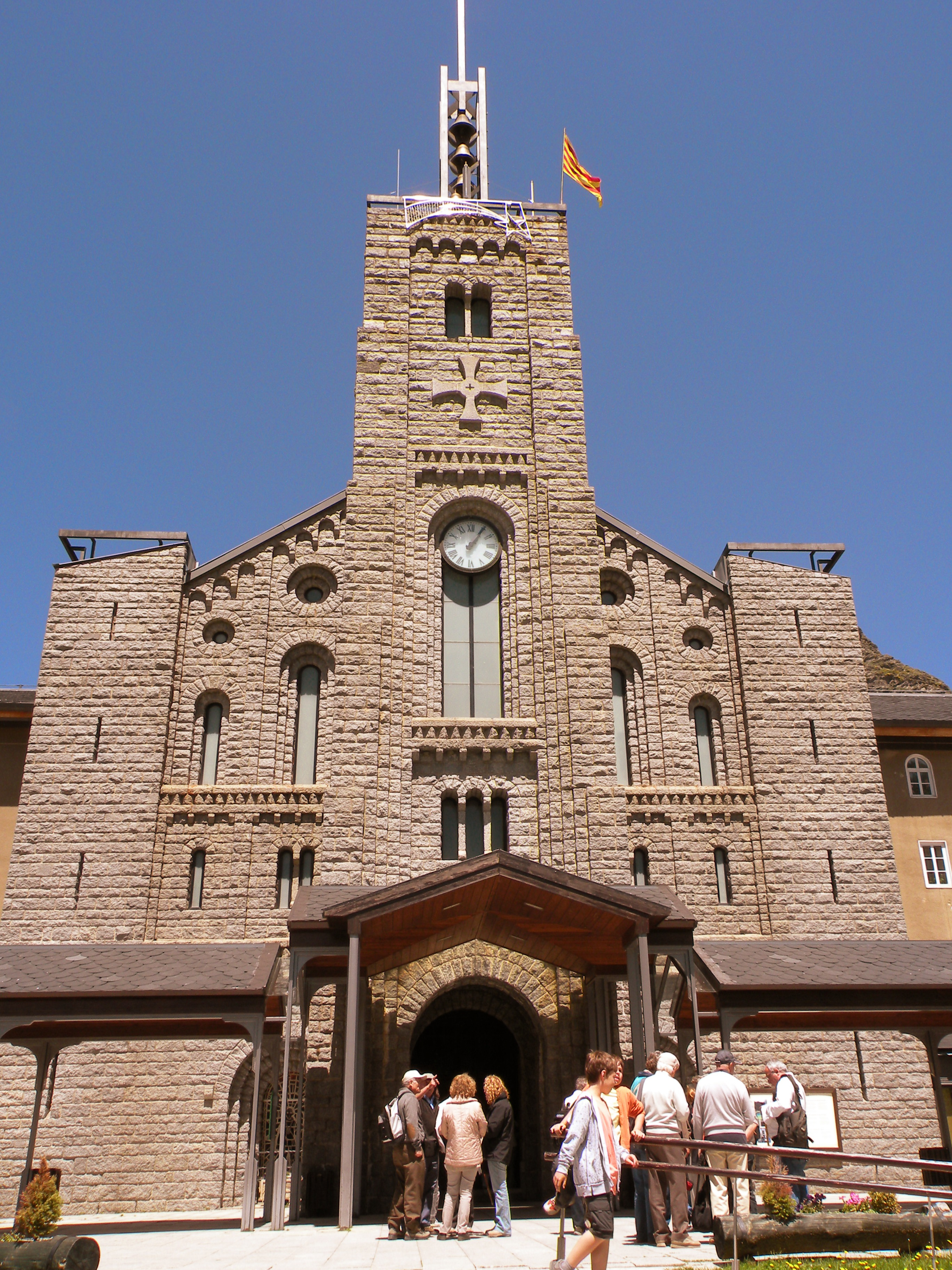
Façana del santuari de Núria.

### La imatge
La imatge de la Mare de Déu és una talla romànica de fusta de noguera policromada, datada del segle xii. Maria és representada com a Verge Majestat i com a Tron de Saviesa. Tot i el seu hieratisme, inclou alguns trets que la fan propera, com els cabells i les orelles al descobert, el mantellet de pastora i el gest d'agafar l'infant amb les dues mans.
Una descripció del segle xvii la descriu de la manera següent a El jardí de Maria, de 1657, del pare Narcís Camós:
La Verge resta asseguda i tota ella és d'un color com a lleonat molt fosc. És molt afable i tan morena de cara que sembla negra. Tanmateix és molt bella, amb els ulls molt modestos i mortificats. Té els cabells negres que li baixen fins al coll i els peus en punxa. Mesura dos pams i mig d'alçada. El mantell, unit al pit, baixa des de les espatlles fins a la falda per sota del braç. Juntament amb la túnica, és ornat amb estrelles. El Nen Jesús, assegut al genoll esquerre, vesteix com la Mare, però resta descalç. L'infant beneeix amb la mà dreta, mentre que amb l'esquerra sosté un llibret damunt el genoll. Maria serva el fill amb les mans, per l'espatlla i pel costat.
El març del 2000 la imatge va ser restaurada per Ramon Millet seguint mètodes tradicionals.

### La tradició de la troballa
Segons la tradició, Sant Gil, nascut a Atenes i nomenat bisbe de Nimes, esculpí la imatge de la Mare de Déu quan feia vida d'ermità a Núria entre els anys 700 i 703. Feia sonar la campana per convocar els pastors de l'entorn, que evangelitzava davant la creu que ell mateix havia esculpit, i també els distribuïa menjar que cuinava en una olla. Arran d'una persecució religiosa, Sant Gil fugí per sempre, després d'haver amagat la Creu, la Campana i l'Olla.
L'any 1072, per inspiració divina, un home anomenat Amadeu va venir des de Dalmàcia a la recerca d'unes relíquies de Maria. Uns pastors que coneixien la tradició de Sant Gil el van ajudar a aixecar una modesta capella. L'any 1079, absent ja Amadeu, un brau va colpejar una paret, i va descobrir la imatge juntament amb la Creu, la Campana i l'Olla.
Segons el folklorista Joan Amades, la «pedra blanca» de què parlava l'àngel a Amadeu podria ser un megàlit o un menhir que antigament hi havia a la vall. Les creences populars precristianes afirmaven que les dones que hi fregaven el seu cos tenien assegurada la fertilitat. La tradició diu que la Creu d'en Riba va substituir la pedra, coneguda com «de Sant Gil», i que va passar a fer les funcions d'altar a la capella dedicada al sant. La gran afluència de parelles sense descendència va obligar a protegir la pedra amb un tancat. Aleshores va néixer el costum de ficar el cap a l'olla i tocar la campana de Sant Gil, costum que es manté fins als nostres dies. És tradició que quan algú demana a la Mare de Déu de Núria el desig de tenir un fill, si aquest es concedeix i és nen, se l'ha de batejar amb el nom de Gil i si és nena amb el nom de Núria.

### Història
Durant l'edat mitjana, es va construir un hospital o alberg per allotjar als pelegrins. D'això en dona constància la butlla de l'any 1162, del papa Alexandre III, que parla d'una Domus Hospitalis S Mariae de Annúria, documentació on apareix per primer cop el nom Annuria, situada al costat de la capella, i també el mateix papa institueix el dia 8 de setembre com a dia de la Mare de Déu. La seva presència també podria ser justificada per la ruta transpirinenca que creuava l'indret de les Set Valls en aquest mateix any.
L'origen del topònim és incert. Alguns opinen que deriva de l'arrel basca ur, és a dir, aigua. Altres creuen que podria venir de l'àrab, tot i la gairebé nul·la presència àrab a la zona, concretament del mot an-nuriyah, és dir la llumeneta, que podria tenir alguna relació amb la tradició de la troballa de la imatge de la Verge, assenyalada per una petita llum, justament.
El terratrèmol de Catalunya de 1428 va destruir la Domus Hospitalis i la capella. Es va fer una primera reconstrucció l'any 1449 i es va reconstruir per complet entre 1640 i 1648. Un inventari fet a Núria cap a l'any 1460 fa pensar que la normalitat fou restablerta i els pelegrins retornaren a Núria. El s.XVII es coneix un impuls decisiu per les noves construccions a la Vall, com per exemple la construcció de l'ermita de Sant Gil el 1615. El 1639 s'inicia la construcció d'una nova capella d'estil barroc amb magnífic Retaule, Exvots i llànties d'argent, que s'inaugurà el 1642. L'any 1889 fou posada la primera pedra de l'actual santuari de la Vall de Núria, obra de l'arquitecte Calixte Freixa i Pla, d'estil neogòtic. Tanmateix la nova planificació del conjunt del Santuari elaborada per l'arquitecte Josep Danés el 1922-23 comportà el canvi a una façana d'estil neoromànic que no es va completar, i encara amb modificacions, fins als anys seixanta del segle xx. En la seva configuració actual recorda la façana de la catedral de la Seu d'Urgell.

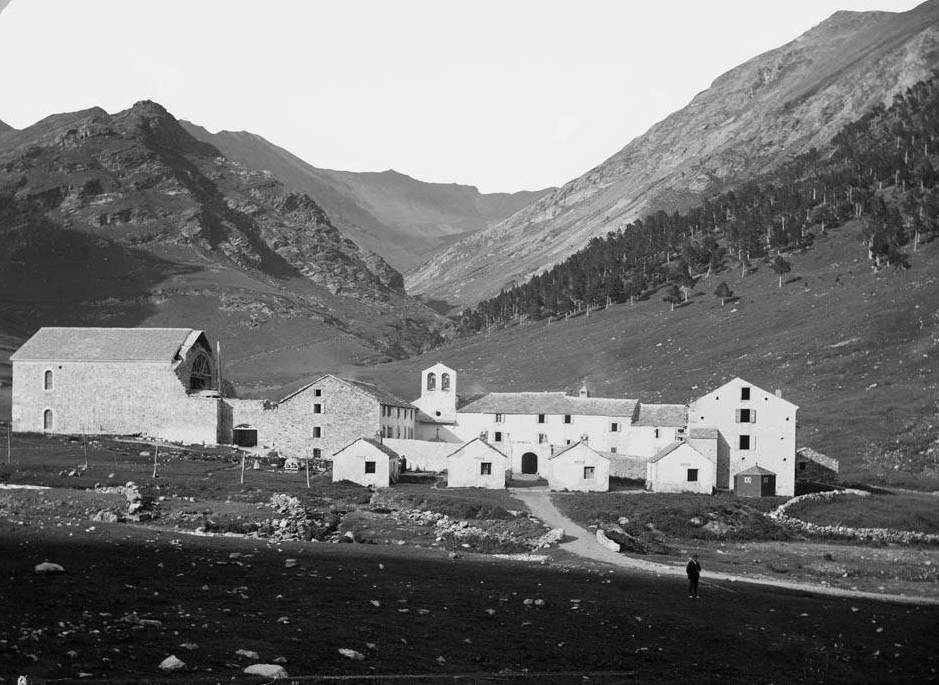
Construcció de l'església nova (juny de 1907)

Durant l'any 1911 s'enderrocà l'església vella del segle xvii i s'inaugurà l'església actual. Poc després es va afegir l'hotel i es va emprendre la construcció de la resta del conjunt actual, segons projecte de Josep Danés.
A l'entorn del monestir es va iniciar la construcció del Via Crucis entre els anys 1915–1918, que culmina al puig de la coma del Clot, on s'erigeix un sant crist de gran vàlua artística i religiosa, obra que no s'acabaria fins a 1963, amb la inauguració de la XIV estació.
Durant segles el santuari de Núria ha estat un important centre de pelegrinatge, i es conserva molt bé el famós i atractiu camí dels pelegrins, que hi mena des de Ribes de Freser i Queralbs
L'any 1931, a l'habitació número 202 de l'hotel, es va redactar el que seria l'Estatut d'Autonomia de Catalunya, que va quedar ratificat a les urnes el 2 d'agost de 1931 i aprovat per les Corts Generals el 9 de setembre de 1932. Per això es coneix com a «Estatut de Núria».
El 23 de setembre de 2014 el Papa Francesc li concedí el títol de basílica menor.

### Exili de la imatge durant la Guerra Civil
El 22 de juliol de 1936, poc després d'esclatar la Guerra Civil Espanyola, el rector de la parròquia va fugir cap a França emportant-se la imatge de la verge. La volia salvar dels milicians i de la crema indiscriminada d'objectes religiosos que alguns d'ells estaven fent. El rector, mossèn Ventura Carrera, va amagar la imatge una nit a la muntanya, en un lloc que va anomenar El Clot de la Verge, i l'endemà la dugué a la Cerdanya francesa. Des d’allà, Rafael Patxot i Jubert i el seu gendre Manuel Carreras i Martí la van traslladar a Suïssa, on s’exiliaven. L’any 1939 la van dipositar a Friburg, la seu del bisbat de Lausana-Ginebra-Friburg, fins l’any 1941 en què va retornar a la vall.

### El “segrest” de la imatge
El 7 de juliol de 1967, la imatge de la Mare de Déu va ser «segrestada» per un grup de joves catalans per impedir que el règim franquista celebrés els actes de coronació de la Mare de Déu, previstos per al dia 13 del mateix mes de juliol. Els autors de la sostracció van trametre un comunicat exposant els motius d'aquesta acció, on també reclamaven el retorn de l'abat de Montserrat Aureli Maria Escarré i Jané de l'exili; el lliure nomenament per l'església de bisbes autòctons de Catalunya i la dimissió de Marcelo González Martín, bisbe de Barcelona nascut a Valladolid, en el marc de la campanya Volem bisbes catalans!. Al final, els actes de coronació de la Mare de Déu de Núria es van realitzar sobre una còpia de guix, amb una forta presència policial, poca assistència popular i algunes absències remarcables, com la del nunci del Vaticà.
El segrest va ser ideat per Nemesi Solà i Franquesa i dut a terme per Ton Ribas i Sala i Xavier Margais i Basi, que no van ser identificats fins cinquanta anys més tard. La talla va ser guardada primer en una masia de Vallgorguina, després en un pis de Barcelona i, posteriorment, en un pis de la Rambla Principal de Vilanova i la Geltrú. El retorn es realitzà el 28 de gener de 1972 coincidint amb la presa de possessió de Narcís Jubany i Arnau com a arquebisbe de Barcelona en substitució de Marcelo González, amb la mediació de Josep Benet i Morell.

### Altres edificacions

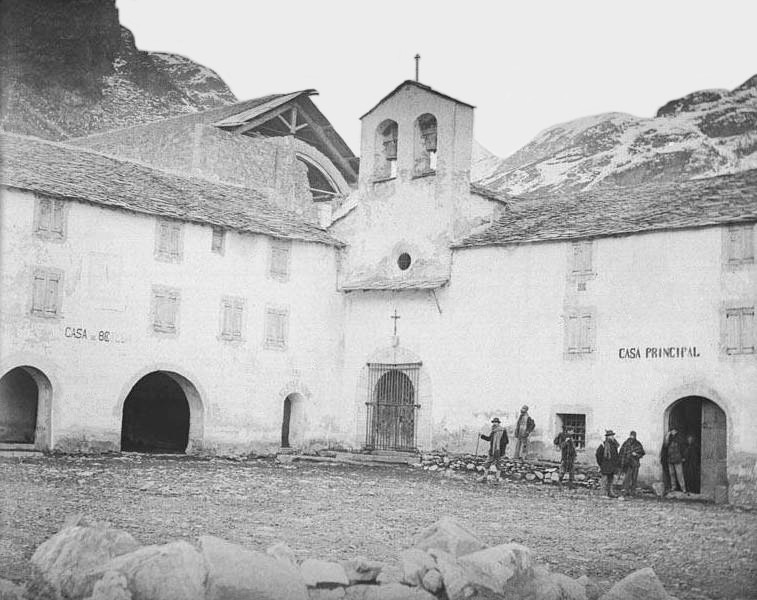
Casa de Betlem i Casa principal en una imatge d'entre 1885 i 1911

Tot i que el Santuari és l'edifici central i més emblemàtic de la vall, també se'n coneixen altres edificacions, algunes ja no existents, com la primera capella, la segona capella, el domus hospitalis i la casa de la Volta, l'església vella, la casa Principal, la casa de Betlem o dels Cerdans, la casa de Loreto i d'altres que conserven el mateix nom però totalment renovades, com l'ermita de Sant Gil.
- Primera capella: La construcció més antiga de Núria ha de correspondre a la capella, molt modesta, edificada per Amadeu entorn dels anys 1072-1075. Gairebé no sabem res del cert de la seva situació precisa i de les característiques. Cal suposar que, després de la troballa i la col·locació de la imatge en aquesta capella (any 1079), va conèixer diverses modificacions i millores durant els anys posteriors.
- Segona capella: Les Primeres dades històriques de Núria, ben documentades, de finals de segle xi i del XII parlen de la coexistència de dues capelles a Núria, la primitiva, edificada per Amadeu, i la nova més espaiosa al bell mig del pla de Núria. Es parla també de d'un domus hospitalis, és a dir, d'un lloc per hostatjar els pelegrins i caminants. Pot ser que la porxada de la segona capella comencés fent aquesta funció, però ben aviat es construí un edifici annex específic per a aquest ús. En documents posteriors aquest hospital o hostatgeria, segurament ampliat, s'anomena Casa de la Volta i consta que no fou enderrocada fins al 1675 per deixar lloc a noves edificacions.
- Casa principal: A partir del 1671 i al llarg del segle xviii es construeixen pel sud, perpendicularment a l'església del 1642, noves estances destinades a hostatjar els visitants de Núria. El nou edifici, que aprofita en part l'espai de l'antiga capella de la Casa de les Volta, successivament ampliat, fou conegut com a Casa Principal, és aquí on es guarden els matxos i els pollins dels peregrins. Una de les estances més populars d'aquest edifici fou l'anomenada «cuina rodona», destinada a donar aixopluc i procurar l'aliment dels pelegrins més modestos arribats al santuari. Aquest edifici va existir fins ben entrat el segle xx (1942).
- Casa de Betlem o dels Cerdans: Impulsat per mossèn Pere Tubau, administrador del santuari, es va afegir un nou edifici a ponent de l'església vella, per tal d'ampliar la capacitat d'acolliment. Acabat el 1850, perdurà fins a l'estiu del 1930, just abans d'arribar el cremallera a Núria. Va rebre el sobrenom de «Casa dels Cerdans» per raó de l'ús freqüent que en feien els pelegrins procedents d'aquesta comarca veïna.
- Casa Loreto: El successor de Pere Tubau, mossèn Joan Salomó, va tenir cura de restaurar els edificis existents i encara de fer-ne construir un de nou, la «Casa de Loreto». És el darrer dels edificis desapareguts. Aquest edifici i quatre casetes de pastor, alineades per ponent tancant un pati o plaça davant l'església, acabaren de configurar la imatge característica de Núria de finals de segle xix. Destinat a cuines, menjadors i habitacions, la Casa de Loreto s'acabà el 1863. Fou el darrer edifici a ser enderrocat, l'any 1956.

## Galeria

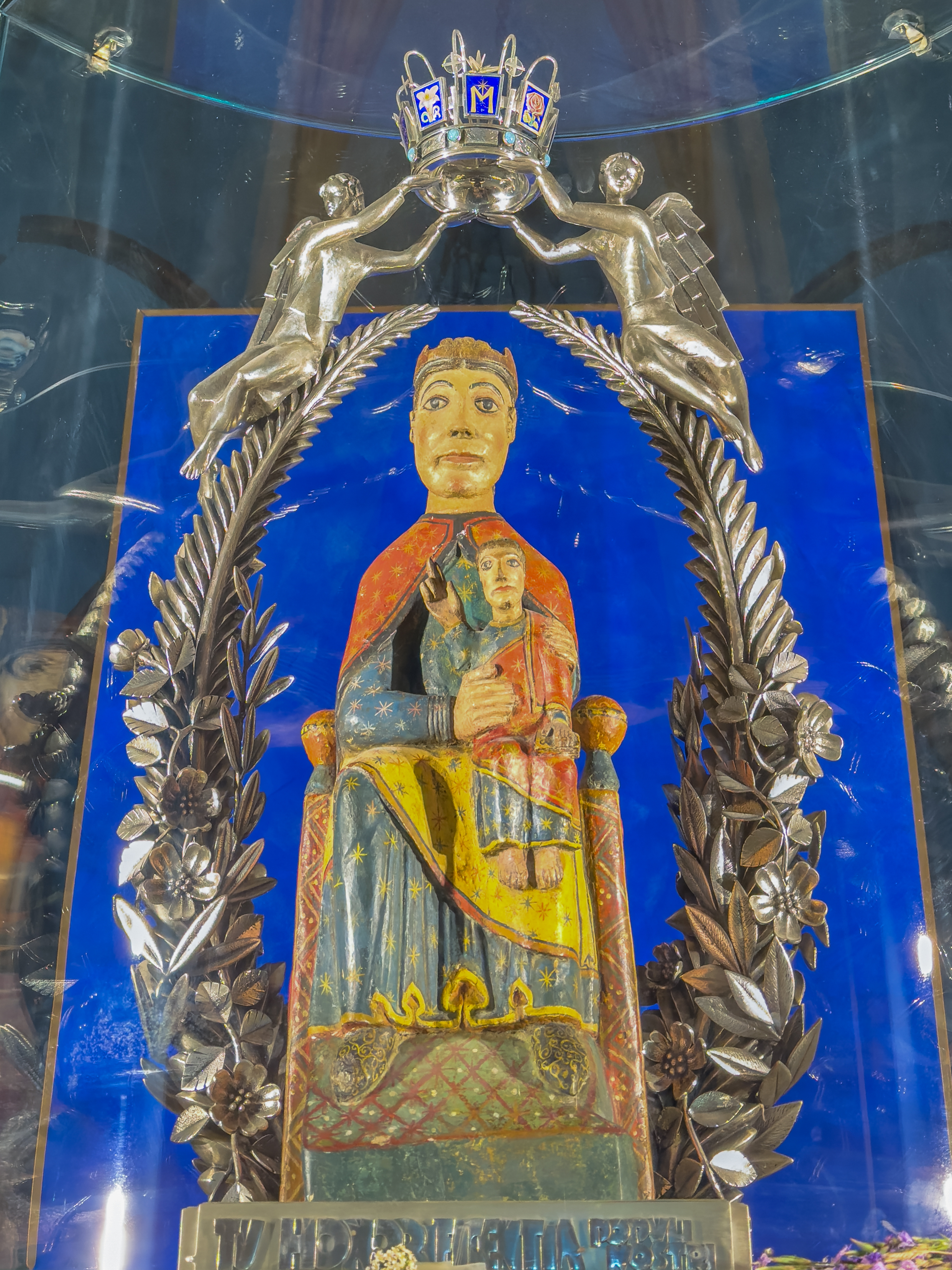
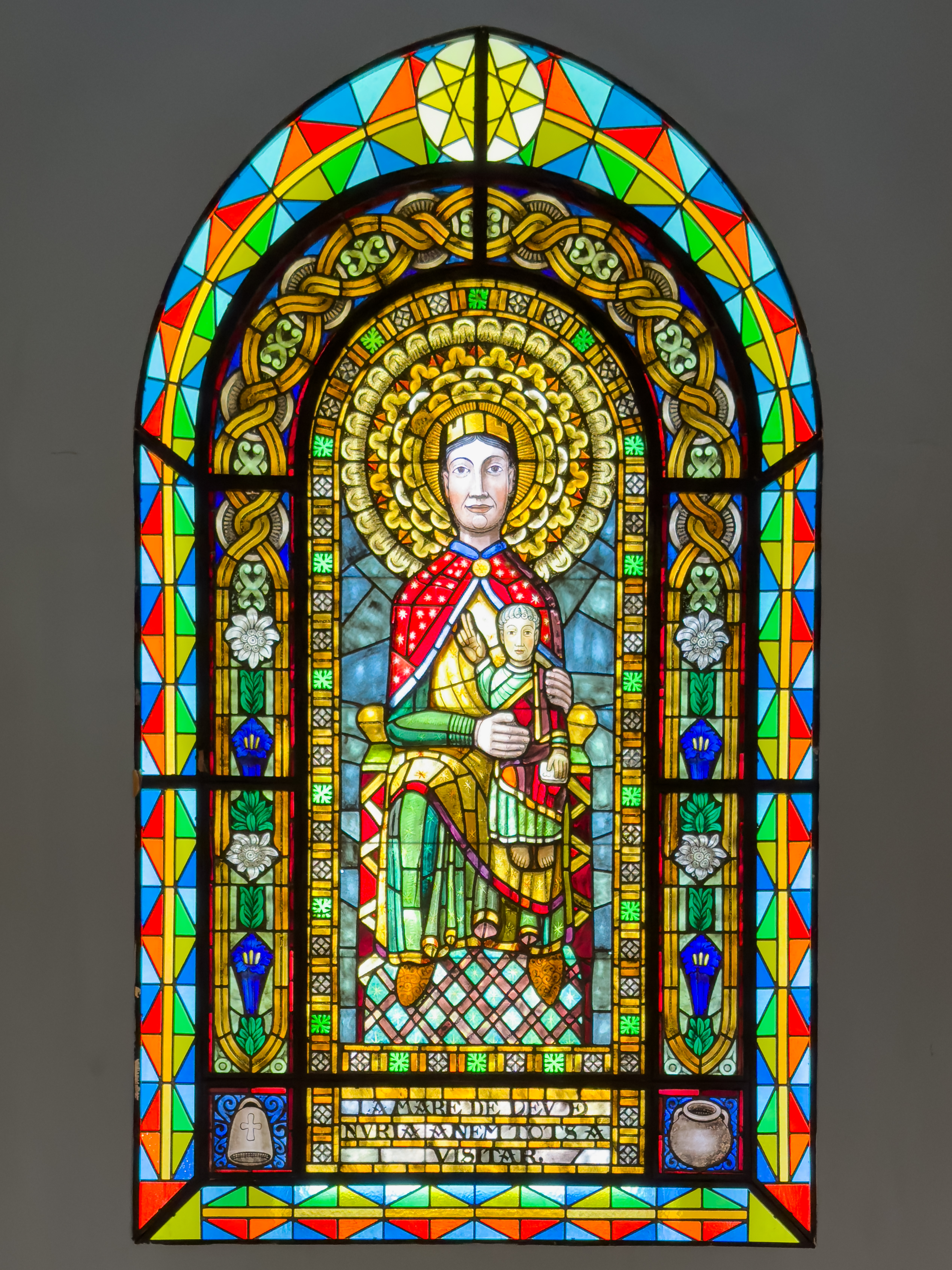
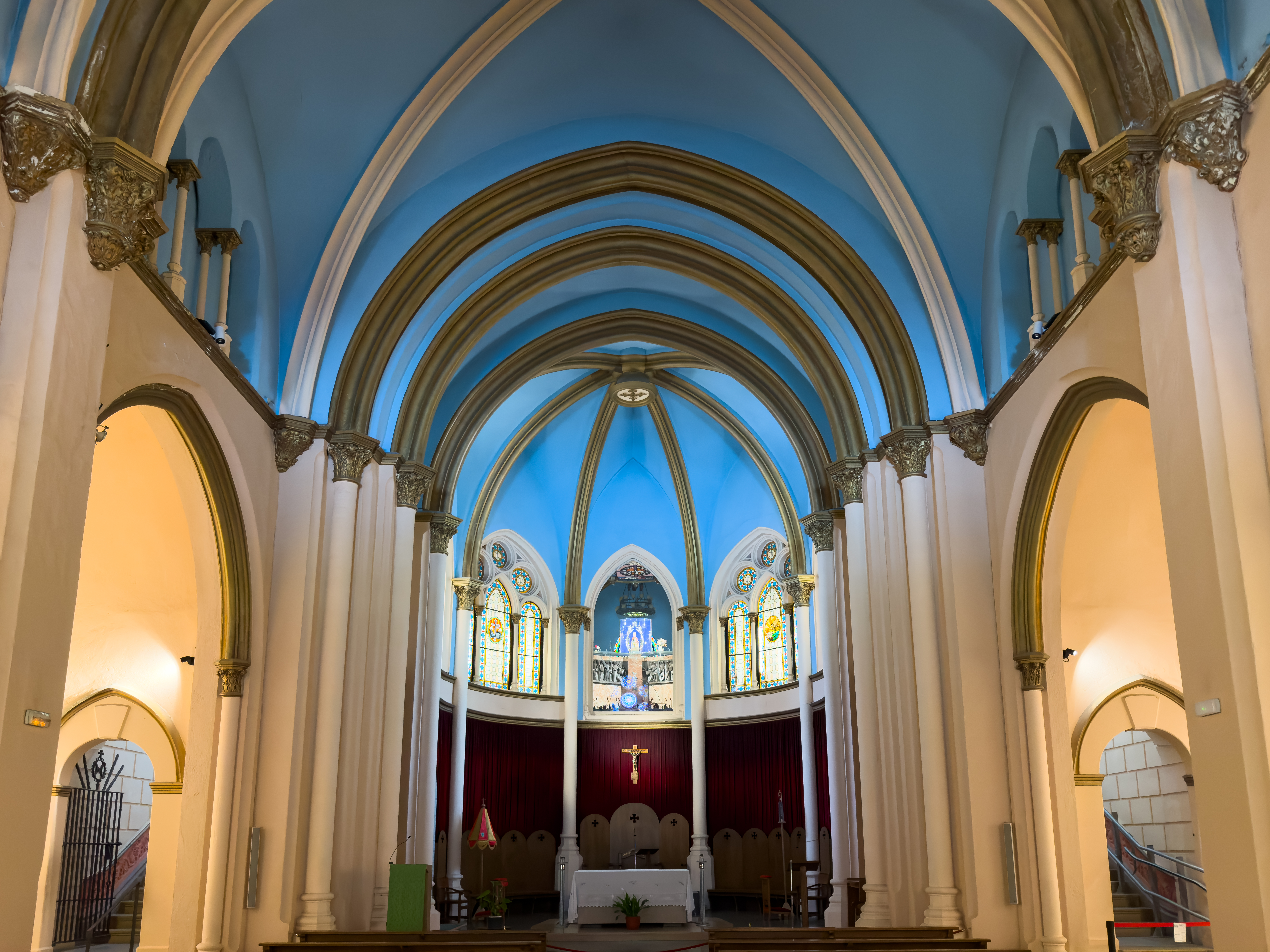
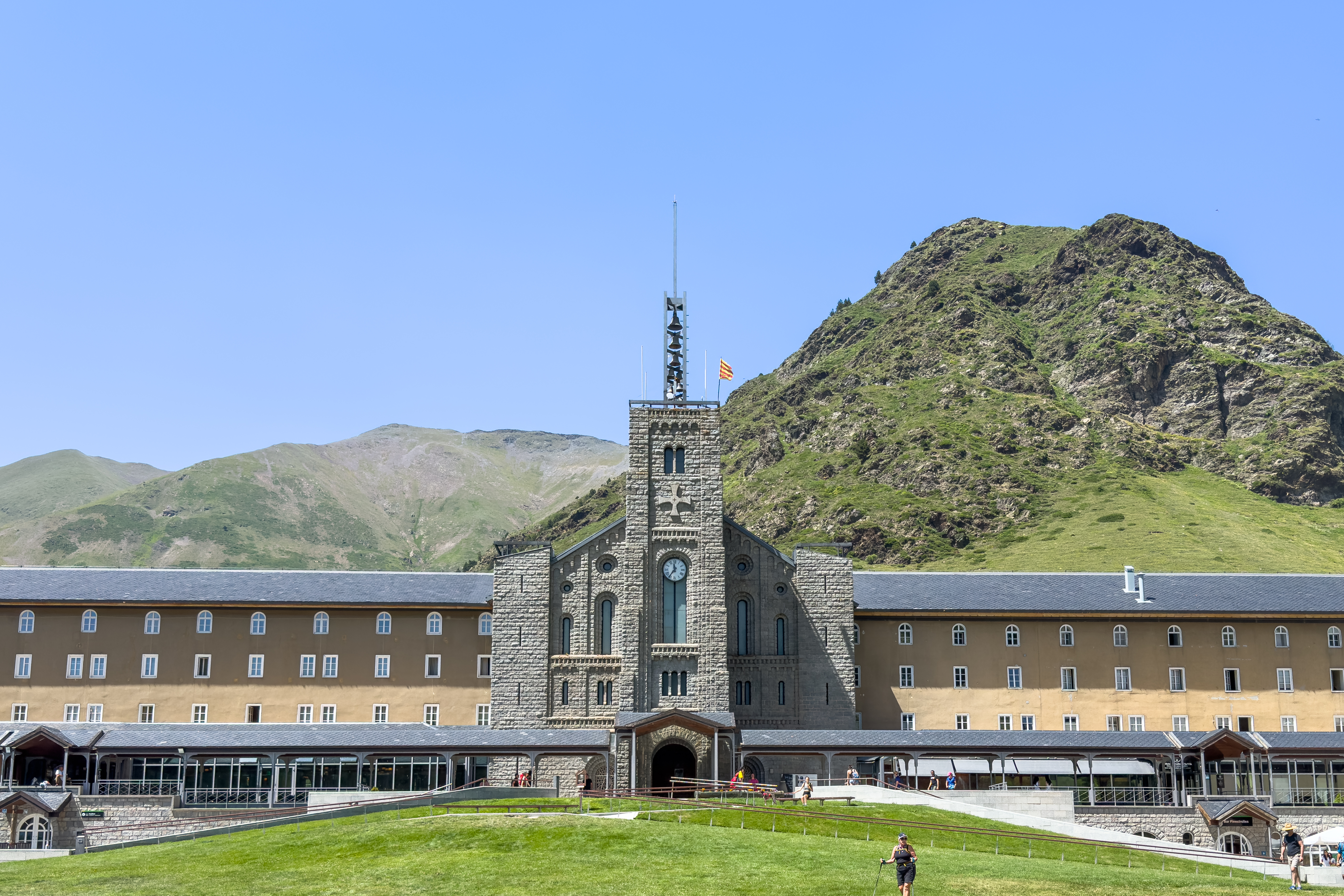
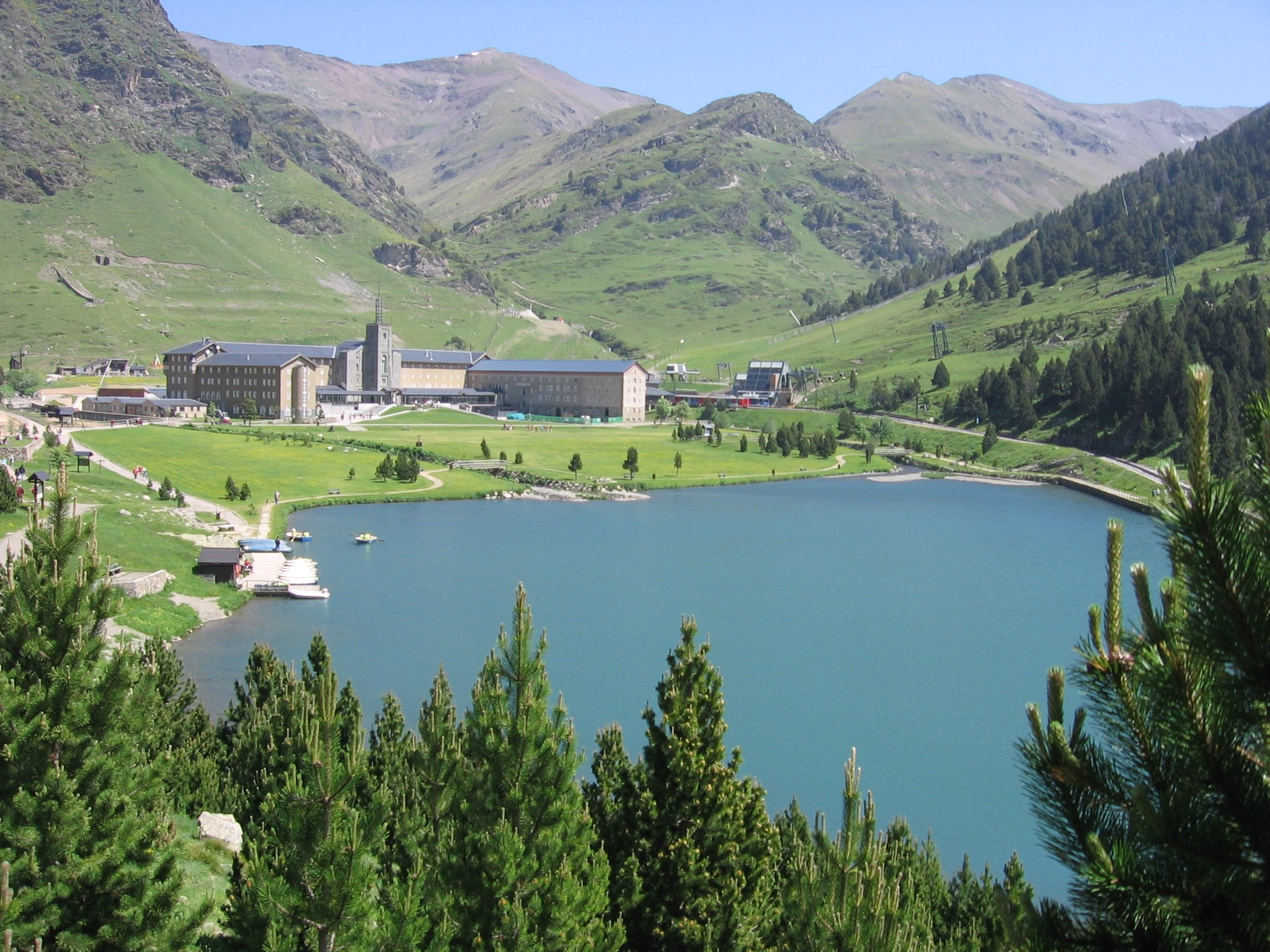